# John King Davis

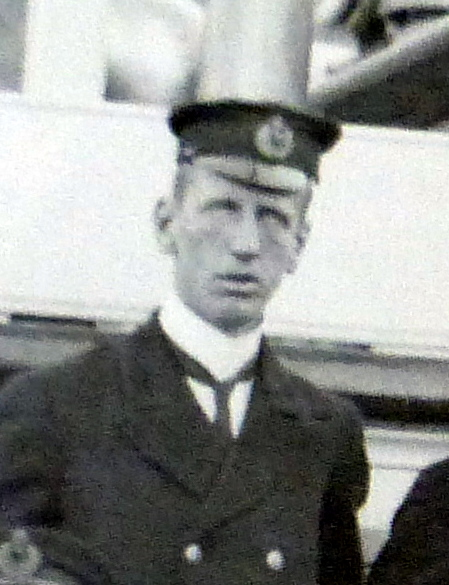
John King Davis als Erster Offizier der Nimrod (1907)

John King Davis (* 19. Februar 1884 in Kew, Surrey, Vereinigtes Königreich; † 8. Mai 1967 in Melbourne, Australien) war ein australischer Navigator und Entdeckungsreisender, bekannt insbesondere für seine Arbeit auf Expeditionsschiffen während des sogenannten Goldenen Zeitalters der Antarktisforschung.

## Leben

### Herkunft und frühe Jahre
John King Davis war der einzige Sohn von James Green Davis, Ausbilder bei der Royal Army, und dessen Frau Marion Alice (geborene King). Seine Schulausbildung absolvierte er am Colet Court in London und der Burford Grammar School in Oxfordshire. Im Jahr 1900 reiste Davis gemeinsam mit seinem Vater nach Kapstadt. Die Abwesenheit seines Vaters in Kimberly nutzte Davis, um kurzerhand als Pagenjunge auf dem Postschiff Carisbrooke Castle für die Rückfahrt nach England anzuheuern. In Liverpool verpflichtete er sich noch im selben Jahr für einen vierjährigen Dienst auf dem Großsegler Celtic Chief und fuhr mit diesem erstmals nach Australien. Seine Ausbildung als Seemann beendete er am 16. Juli 1905; er bestand die Prüfung vor dem Board of Trade und erhielt ein Zertifikat für die Tätigkeit als Zweiter Maat an Bord von Handelsschiffen. Danach war er auf der Bark Westland im Liniendienst zwischen England und Neuseeland und schließlich Port Jackson tätig. Im Juni 1906 erhielt er in Sydney das Zertifikat als Erster Maat, im August 1908 in Neuseeland dasjenige zum Navigationsoffizier.

### Nimrod-Expedition

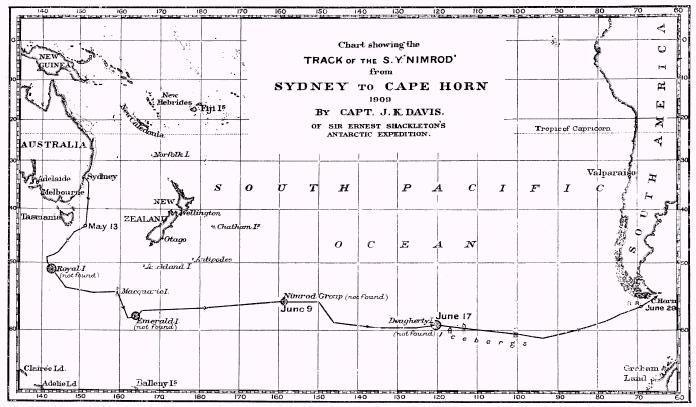
Route der Nimrod unter John King Davis zwischen Australien und Kap Hoorn zur Suche nach den subantarktischen Phantominseln (Mai und Juni 1909)

Bei einem Besuch in London bewarb sich Davis bei Ernest Shackleton zur Teilnahme an dessen Antarktisexpedition (1907–1909), nachdem er zufällig auf das Expeditionsbüro in der Regent Street gestoßen war. Davis erhielt auf der Hinreise in die Antarktis den Posten des Ersten Offiziers an Bord des Expeditionsschiffs Nimrod unter Kapitän Rupert England (1878–1942). Diesen Posten hatte er auch inne, als die Nimrod unter Kapitän Frederick Pryce Evans im März 1909 die Landungsmannschaft von der Ross-Insel zur Rückkehr nach Neuseeland wieder aufnahm. Am 25. März 1909 erhielt Davis die Befehlsgewalt über die Nimrod. Mit weiteren Expeditionsteilnehmern an Bord, darunter Harry Dunlop und Alfred Cheetham, brach das Schiff am 8. Mai 1909 von Sydney zu einer Fahrt in den südlichen Pazifik auf. Davis sollte südlich des 50. Breitengrades die Existenz einiger in den Karten der Admiralität als zweifelhaft vermerkter subantarktischer Inseln und Inselgruppen überprüfen. Die Route führte ostwärts über die Royal-Company-Inseln, die Emerald-Insel, die Nimrod-Gruppe und Dougherty Island, die sich allesamt als Phantominseln entpuppten. Ferner stellte Davis fest, dass die Macquarieinsel in den Seekarten an einer falschen Position eingezeichnet war. Nachdem die Nimrod Ende Juni Kap Hoorn umrundet hatte, traf sie nach einem Zwischenstopp in Montevideo und einer fast zweimonatigen Fahrt über den Atlantik am 24. August 1909 in Falmouth ein. Danach half Davis Shackleton bis März 1911 bei der Abwicklung der verbliebenen Expeditionsangelegenheiten.

### Aurora-Expedition
Douglas Mawson, der gleichfalls an der Nimrod-Expedition teilgenommen hatte, machte Davis zum stellvertretenden Expeditionsleiter der Aurora-Expedition (1911–1914) in die Antarktis und Kapitän des Expeditionsschiffs Aurora. Während dieser Forschungsreise unternahm Davis fünf Fahrten, die unter anderem entscheidend für die Errichtung der Forschungsbasen auf der Macquarieinsel, in der Commonwealth-Bucht und auf dem Shackleton-Schelfeis waren.

### Erster Weltkrieg
Bei Ausbruch des Ersten Weltkriegs meldete sich Davis als Freiwilliger und gehörte anfänglich in Sydney zum Stab für den Truppentransport. Danach war er Kapitän des Transporters Boonah zur Verschiffung australischer Kavallerieeinheiten nach England und Ägypten. Im Oktober 1916 erhielt er auf Drängen der britischen, australischen und neuseeländischen Regierung nochmals das Kommando über die Aurora zur Rettung der Ross Sea Party, der Unterstützungsgruppe für den letztlich gescheiterten Versuch Ernest Shackletons, den antarktischen Kontinent im Rahmen der Endurance-Expedition erstmals zu durchqueren. Davis kehrte am 9. Februar 1917 mit den Überlebenden der Ross Sea Party, die zwei Winter lang unter widrigen Bedingungen und unzureichender Ausrüstung auf der Ross-Insel hatten ausharren müssen, nach Neuseeland zurück. Weiterhin dem Kriegsdienst verpflichtet war Davis ab April 1917 zwölf Monate lang in leitender Funktion an der Errichtung einer Kokereianlage im südaustralischen Port Pirie beteiligt. Nach seiner Beförderung zum Lieutenant Commander der Reservestreitkräfte der Royal Australian Navy war er in London für die Koordination der Rückverbringung der Australian Imperial Force verantwortlich und kehrte mit dieser im Oktober 1919 nach Australien zurück.

### Späteres Leben
Im Jahr 1920 wurde Davis zum Commonwealth Director of Navigation ernannt und behielt dieses Amt bis zu seiner Pensionierung am 19. Februar 1949. Unter seiner Verantwortung entstand eine Station zur Sturmwarnung auf der zu den Korallenmeerinseln gehörenden Willis-Insel. Zwischenzeitlich übernahm er das Kommando über das Forschungsschiff Discovery zur ersten Fahrt anlässlich der BANZARE (1929–1931) unter der Leitung Douglas Mawsons. Von 1947 bis 1962 gehörte er dem Komitee zur Beratung der australischen Regierung in Antarktisfragen an. Davis blieb unverheiratet und lebte nach seiner Pensionierung in einem Haus in der St Kilda Road im Zentrum Melbournes. Er starb am 8. Mai 1967 im Alter von 83 Jahren in einem Krankenhaus im Stadtteil Toorak und wurde auf dem Melbourne General Cemetery beerdigt.

### Auszeichnungen und Nachwirkungen
Für seine Verdienste um die Polarforschung erhielt Davis die silberne Polarmedaille mit zwei Spangen. Zudem war er seit 1915 Träger des Murchison Award der Royal Geographical Society. Seit 1920 war er Mitglied der Royal Society of Victoria, der er von 1945 bis 1946 als Präsident vorsaß. 1964 wurde er mit dem Order of the British Empire auf der Stufe eines Commander (CBE) ausgezeichnet. Ferner ist in der Antarktis die australische Davis-Forschungsstation nach ihm benannt. Darüber hinaus ist er Namensgeber folgender geographischer Objekte in der Antarktis:
- der Davis-Gletscher (75° 45′ S, 162° 10′ O) an der Küste von Viktorialand,
- das Kap Davis (66° 24′ S, 56° 50′ O) am östlichen Ende von Enderbyland,
- die Davis-Bucht (66° 8′ S, 134° 5′ O) südwestlich des Shackleton-Schelfeises,
- die Davis-Halbinsel (66° 37′ S, 98° 48′ O) im Königin-Marie-Land und
- die Davissee (66° 0′ S, 92° 0′ O) zwischen West-Schelfeis und Shackleton-Schelfeis.

Zudem trägt auch der Davis Dome seinen Namen, ein Berg auf der Insel Heard im südlichen Indischen Ozean.

### Eigene Werke
- John King Davis: With the “Aurora” in the Antarctic (1911–1914). Andrew Melrose, London 1919 (englisch, bei archive.org [abgerufen am 11. Oktober 2015]).
- John King Davis: Willis Island: a Storm Warning Station in the Coral Sea. Critchley Parker, London 1923.
- John King Davis: High Latitude. Melbourne University Press, Melbourne 1962.

### Zitierte Literatur
- Roland Huntford: Shackleton. Hodder and Stoughton, London 1985, ISBN 0-340-25007-0 (englisch, unter Google Bücher [abgerufen am 11. Oktober 2015]).
- Beau Riffenburgh: Nimrod. Berlin Verlag, Berlin 2006, ISBN 3-8270-0530-2.